# Movimiento MeToo en Corea del Sur
El movimiento Me Too en Corea del Sur es un movimiento feminista que persigue el acoso y la violencia sexual, en Corea del Sur, especialmente en el ámbito laboral, tiene por objetivo un cambio en el gobierno frente a estos problemas, además que los culpables sean castigados y se garanticen los derechos humanos de las víctimas. Es uno de los primeros países asiáticos en replicar el Me Too en donde las víctimas revelan públicamente, en redes sociales, sus terribles experiencias de violencia y acoso.

## Estallido
El movimiento #MeToo estalló en Corea del Sur el 29 de enero de 2018 cuando la fiscal Seo Ji-hyun denunció públicamente en la televisión nacional, en un programa de noticias en vivo llamado JTBC, que Ahn Tae-geun, ex alto funcionario del Ministerio de Justicia, la había acosado sexualmente en 2010 durante un funeral. En aquel momento denunció el caso a un superior, pero fue minimizado y ella trasladada a Tongyeong asignándosele un puesto menor.  Antes de la entrevista ese mismo día también hubo publicado en el tablero de anuncios de la intranet de su lugar de trabajo una carta abierta firmada con #MeToo, todo ello debido a que fue acusada de acusaciones falsas por el Ministerio de Justicia.  En la entrevista comenta que tras ocho años llegó a entender que no había sido culpa suya gracias a su terapeuta y quiso dar ese mensaje a todas las víctimas.
Este caso fue el detonante no sólo debido a que mostró un gran valor al salir en televisión hablando sobre ello, sino a su estatus social, pues su profesión como fiscal es considerada de alto perfil, una ocupación a la que en Corea del Sur pueden aspirar tan sólo un pequeño número de mujeres de la élite.

## Manifestación en laPlaza Gwanghwamun(Seúl)
Realizada el 1 de diciembre, contó con más de 1.000 participantes, incluidas unas 10 personas del colectivo LGBTQIA, por lo que mostraron solidaridad no sólo por los derechos humanos de las mujeres, sino también por los derechos humanos de las minorías sexuales. En esta manifestación Song Ran-hee, directora de  Korea Women’s Hot Line, crítico que todavía no se hubieran aprobado los 150-160 proyectos de ley relacionados con la violencia sexual que habían propuesto a la Asamblea Nacional de Corea del Sur.  La primera parte consistió, como de costumbre, en testimonios de víctimas, y se exigió que se investigara adecuadamente la discriminación de género en el ámbito laboral, tras esto, se desplegó una pancarta de 25m que decía “El #MeToo no se detendrá hasta que cambies” (당신이 바뀔 때까지 미투는 멈추지 않는다). La segunda parte consistió en una marcha desde la Plaza Gwanghwamun hasta la librería Kyobo al grito de “Después de todo, cambia. El #MeToo lo consigue” (결국엔 바꾼다 미투가 해낸다). Posteriormente, de vuelta a la Plaza, pudieron disfrutar del concierto de la cantautora Shin Seung-eun antes de volver a realizarse otra ronda de testimonios.